# St. Peter und Paul (Lautrach)

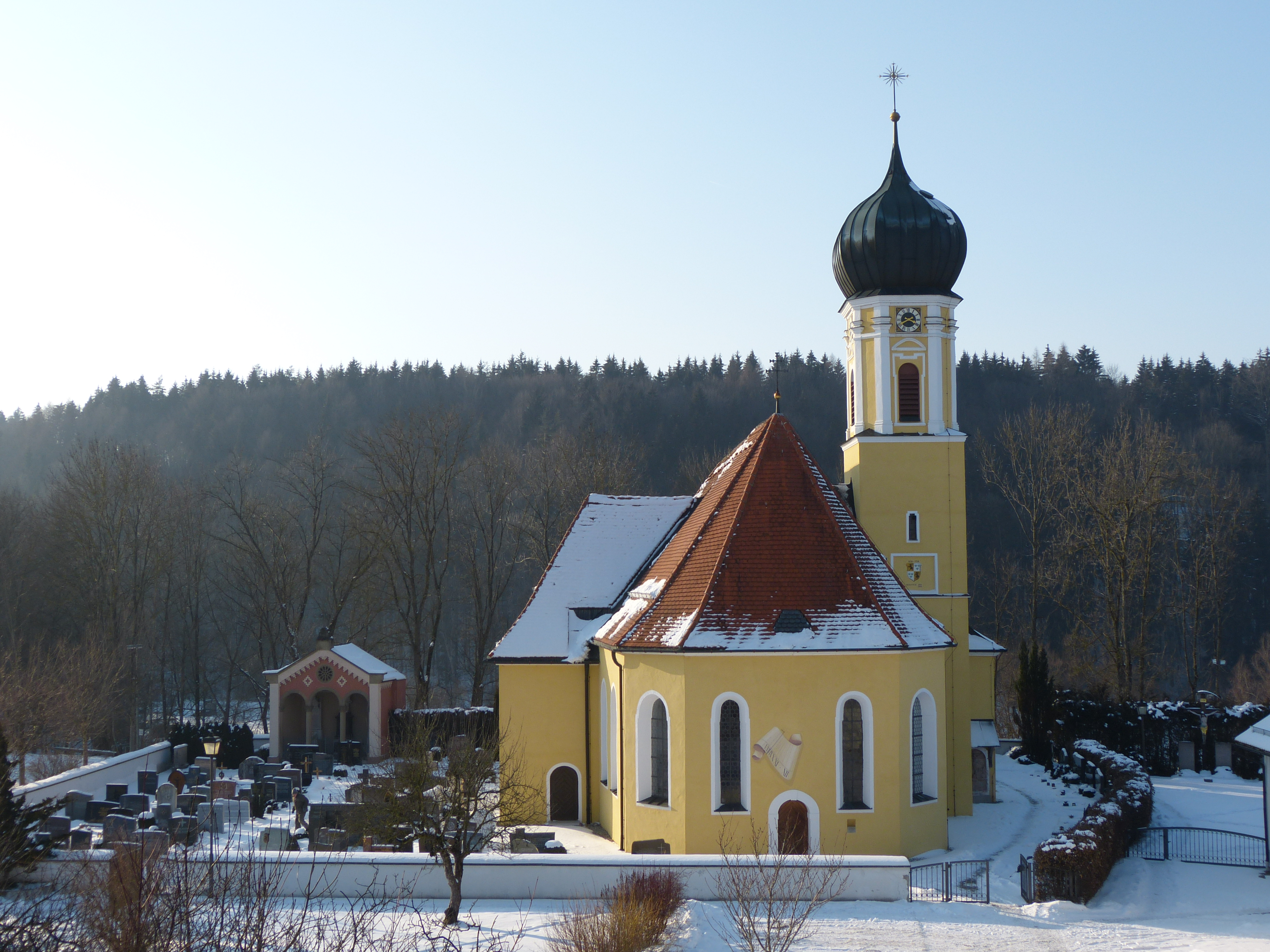
Kirche St. Peter und Paul in Lautrach

Die katholische Pfarrkirche St. Peter und Paul befindet sich in Lautrach im Landkreis Unterallgäu in Bayern. Die Kirche steht unter Denkmalschutz. Sie ist den Aposteln Petrus und Paulus geweiht.

## Geschichte
Im Jahr 1735 wurden das Langhaus und der Chor neu errichtet. Während dieser Bauphase wurden sehr wahrscheinlich ältere Baubestandteile wiederverwendet. So stammen die unteren Geschosse des Kirchturmes aus dem 12. oder 13. Jahrhundert. Die oberen Turmgeschosse sind spätmittelalterlich. Der Kirchturm wurde 1604 mit einem Satteldach versehen, jedoch 1711 durch Christian Anton Weber umgebaut. Das Langhaus wurde 1749 um eine Achse in Richtung Westen verlängert.

## Baubeschreibung
Das Langhaus besteht aus vier Fensterachsen. Die Abseiten sind jeweils mit zwei korbbogigen Arkaden ausgestattet. Im Langhaus finden sich Fenster mit abgesetzten Rundbögen. Die südliche der beiden Kapellen enthält nur einfache Rundbogenfenster. Das Langhaus ist mit einer Flachtonne mit Stichkappen versehen. Die beiden Kapellen enthalten eine Flachdecke. Nach einem gedrückten Chorbogen schließt sich der längsrechteckige Chor an. Dieser ist mit einer stumpf gebrochenen Stirnwand abgeschlossen. Der Chor verfügt über ein flaches Kreuzgewölbe. In der Chorstirnwand befindet sich eine rundbogige mit Lisenen gerahmte Tür. Das Langhaus der Kirche und die Kapellen sind mit einem abgewalmten Dach gedeckt.

## Ausstattung

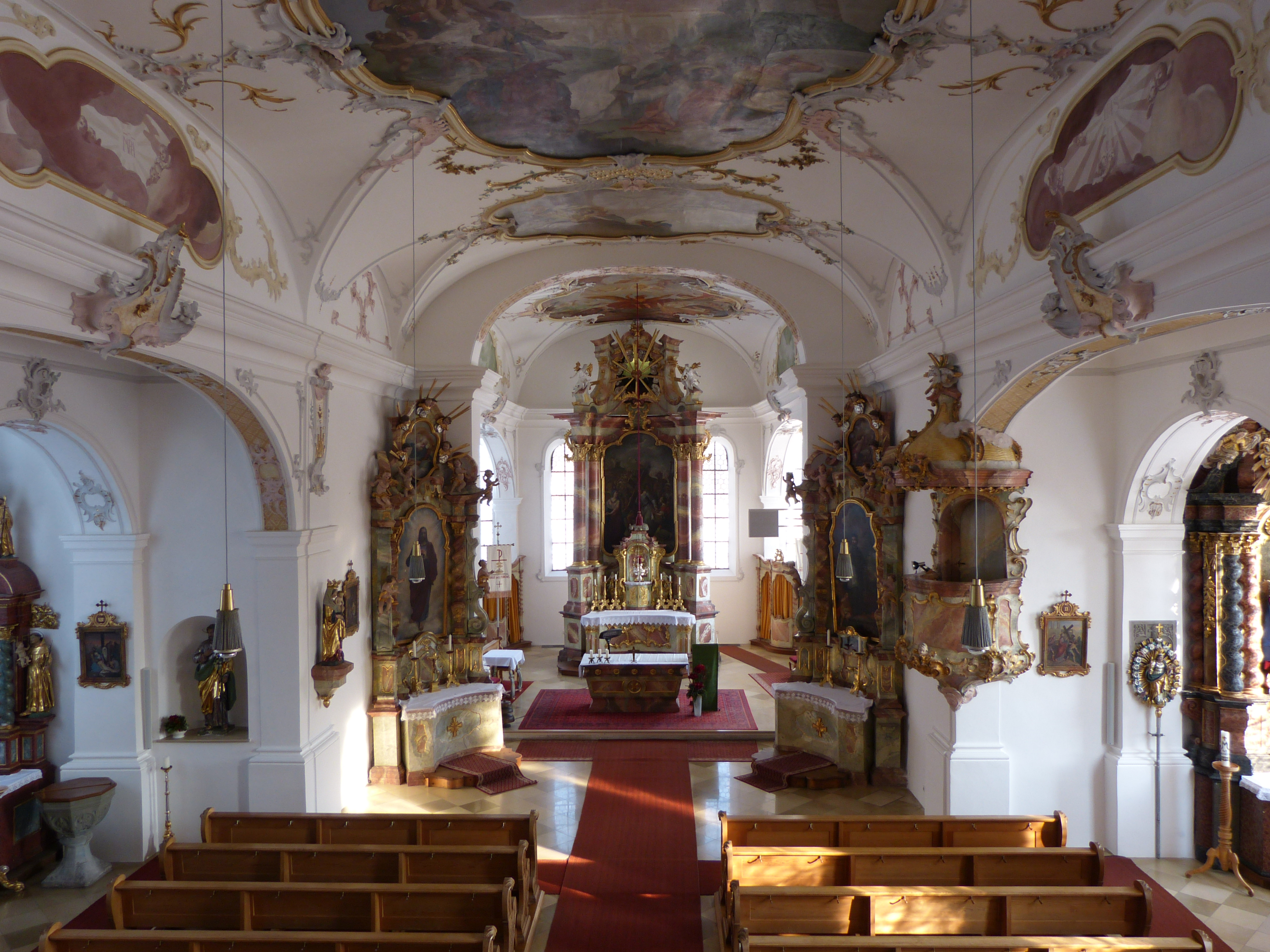
Innenansicht

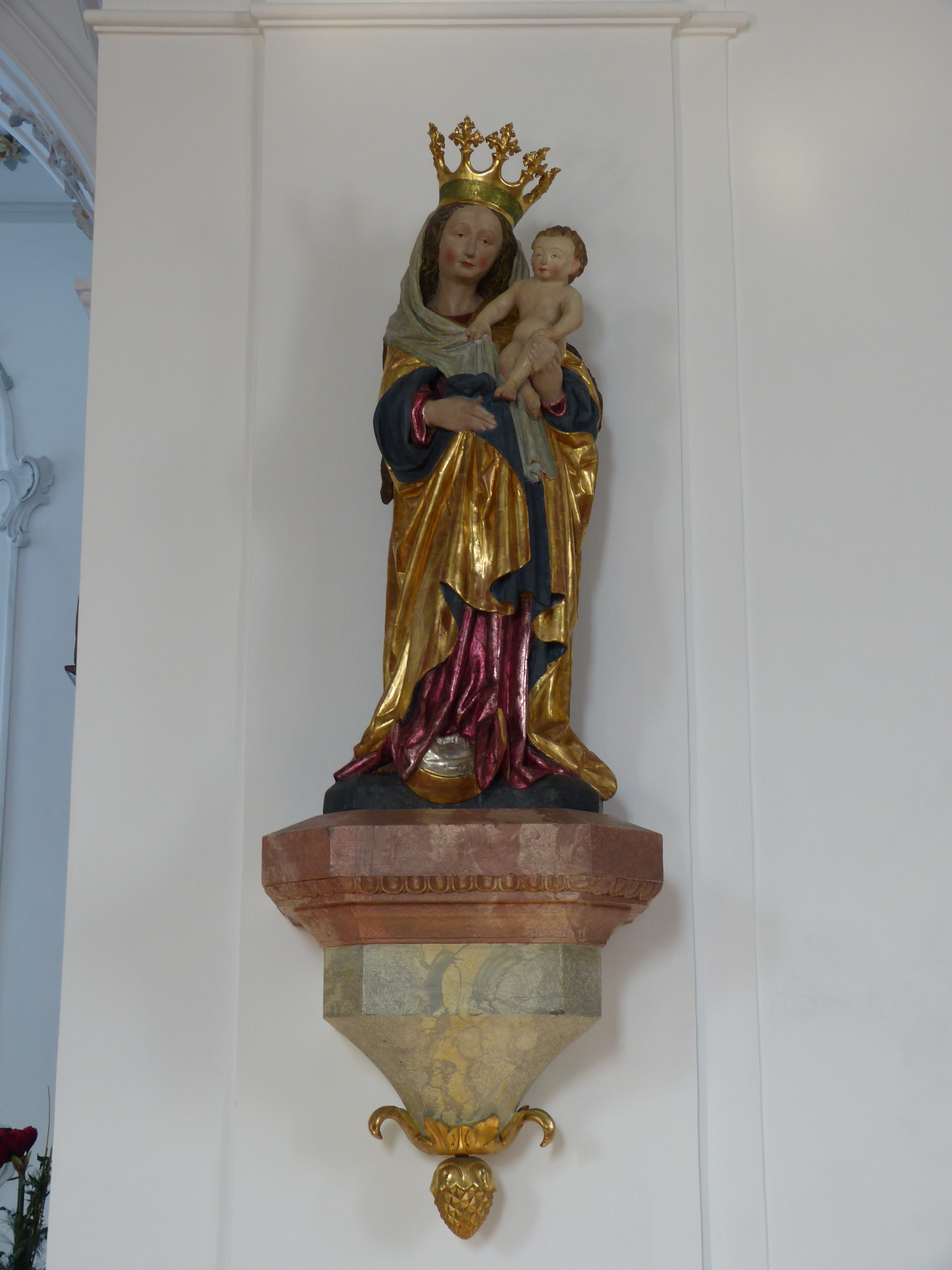
Madonna

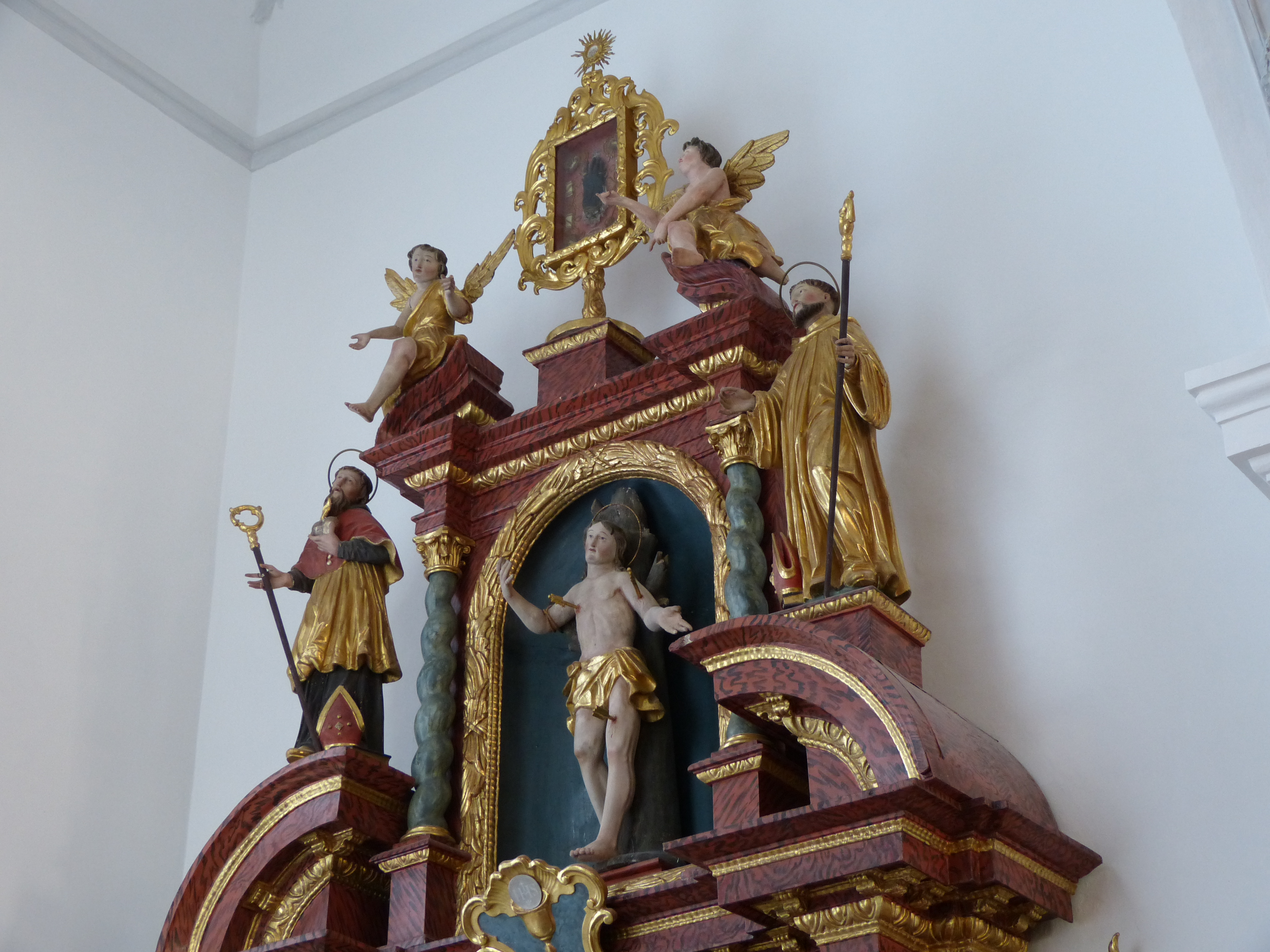
Nördliche Kapelle mit Figur des heiligen Sebastian und des hölzernen Reliquiars

Der Hochaltar besteht aus marmoriertem Holz und wurde um 1758 gefertigt. Auf dem Altarblatt ist die Kreuztragung Christi dargestellt, es trägt die Inschrift Franc. Ludo. Herman invenit et pinx. 1758. Das Altargemälde ist von gestaffelten, diagonal gestellten Säulen umgeben. Die Seitenaltäre stammen aus der Mitte des 18. Jahrhunderts und sind wie der Hochaltar aus marmoriertem Holz gefertigt. Der linke Seitenaltar enthält ein modernes Altarblatt. Der rechte Seitenaltar zeigt den heiligen Johannes von Nepomuk und stammt aus dem 18. Jahrhundert. Die beiden Auszugsbilder der Seitenaltäre sind von Puttenköpfen umgeben und zeigen links Gott und rechts Engelputten. Die Mensa des Hochaltares, wie auch die Mensen der Seitenaltäre und der südlichen Kapelle sind konkav.
Um das Jahr 1759 wurden die Deckengemälde von Franz Ludwig Hermann geschaffen. Die Deckengemälde wurden im Zuge der Renovierung 1904 zum Teil stark überarbeitet und erneuert. Im Chor sind Gott der Vater, die Verehrung der Eucharistie und der Erzengel Michael abgebildet. Das Ostende des Langhauses trägt ein Gemälde des Heiligen Geistes, das von Engeln umgeben ist. Die Langhausdecke ziert das Martyrium des Petrus und Paulus und ist eine moderne Nachbildung. Die Glorie der Namen Jesu und Mariä sind an den Schildwänden im Langhaus angebracht.
Die Kanzel besteht wie die Altäre aus marmoriertem Holz und ist mit vergoldetem Roccailledekor geschmückt. Diese wurde um das Jahr 1758 geschaffen und besteht aus einem geschwungenen Korb und einer korbbogigen Kanzeltür. Auf dem Schalldeckel befindet sich die Taube des Heiligen Geistes. Der aus Sandstein gefertigte Taufstein stammt aus der zweiten Hälfte des 16. Jahrhunderts. Die Chorstühle und das Gestühl der Kirche sind aus Nadelholz gefertigt und stammen aus dem späten 18. Jahrhundert.
In der Kirche befinden sich mehrere gefasste Holzfiguren. Dies sind eine Muttergottes um 1460, eine hl. Anna Selbdritt von 1720/30, die Figuren Petrus und Paulus von 1750/60 sowie ein Kruzifixus aus der Mitte des 18. Jahrhunderts. Eine Prozessionsstange aus dem 18. Jahrhundert enthält von einem Rosenkranz umgeben die gefasste Holzfigur der Muttergottes. In der Kirche befinden sich die Epitaphien von Christoph Bernhard Giel von Gielsberg († 1653) und von Wolff Philipp von Landau zu Lautrach († 1566). An der Außenwand des Chores sind noch zwei Grabsteine vom Ende des 18. Jahrhunderts angebracht.

### Nördliche Kapelle
Der Altar der Kapelle wurde um 1700 aus Holz gefertigt. Das moderne Altarbild ist von Holzfiguren des hl. Joseph und des Antonius von Padua umgeben. Die Auszugsnische enthält die Figur des hl. Sebastian, rechts und links davon sind die Figuren des heiligen Augustinus und eines heiligen Bischofs angebracht. Bekrönt wird der Altar von Engeln und einem hölzernen Reliquiar. Das Deckengemälde der nördlichen Kapelle zeigt die Verherrlichung eines Heiligen. An der Außenwand der Kapelle befindet sich ein verwitterter Wappenstein.

### Südliche Kapelle
Das Schweißtuch der Veronika ist auf dem Deckengemälde der südlichen Kapelle abgebildet. Der marmorierte Holzaufbau des Altares stammt aus dem frühen 18. Jahrhundert. Der Nischenaufbau aus Holz trägt ein Vesperbild von 1420. Im Aufzug ist das Herz Jesu in der Glorie dargestellt.